# Pierścień Bandla
Pierścień Bandla, pierścień graniczny Bandla, bruzda retrakcyjna – granica między częścią bierną a czynną (zdolną do skurczów) macicy w trakcie porodu. Da się go wybadać palcami płasko ułożonej dłoni powyżej spojenia łonowego jako grubszy fałd mięśniowy.